# Hunter Hayes: Live
Hunter Hayes é o extended play (EP) ao vivo de estreia do cantor de música country norte-americano Hunter Hayes. Foi lançado em 16 de outubro de 2012, através da Atlantic Records. Hayes escreveu e co-escreveu todas as canções presentes do disco, além de ter tocado os instrumentos utilizados nas faixas.

## Lista de faixas
| N.º | Título                  | Compositor(es)                          | Duração |  |
| 1.  | "Storm Warning"         | Hunter Hayes, Gordie Sampson, Busbee    | 5:28    |  |
| 2.  | "Wanted"                | Troy Verges, Hayes                      | 4:06    |  |
| 3.  | "Somebody's Heartbreak" | Andrew Dorff, Luke Laird, Hayes         | 5:34    |  |
| 4.  | "More Than I Should"    | Rivers Rutherford, Hayes, Jeremy Stover | 3:58    |  |
| 5.  | "Love Makes Me"         | Katrina Elam, Hayes, Bonnie Baker       | 3:54    |  |

## Recepção
Staff para o site Roughstock, atribui ao álbum quatro estrelas de cinco, escrevendo: "Storm Warning" arranca o EP e encontra a 21 anos de idade, primorosamente se movendo através de uma coleção de músicas principalmente uptempo, para salvar a canção número um "Wanted". Cada performance encontra Hayes capaz de traduzir suas faixas de estúdio (que foram todos interpretados por apenas Hunter) em uma coleção coerente da banda-completa de canções sobre os pontos das performances vocais.
O desempenho de "Somebody's Heartbreak" novo single é um bom exemplo desta abordagem, com Hunter capaz de bater cada nota que ele cantava no registro, sendo também capaz de mostrar suas habilidades de guitarra prodigiosos - comparável a John Mayer e Keith Urban. "More Than I Should" é caso em questão aqui como ele leva um roqueiro estridente e mostra seu lado blues, mantendo a compostura vocal e musical.

## Desempenho nas tabelas musicais
| Parada                                    | Melhor posição |
| ----------------------------------------- | -------------- |
| Estados Unidos - Billboard Country Albums | 30             |

## Histórico de lançamento
| País           | Data                  | Formato          | Gravadora        |
| -------------- | --------------------- | ---------------- | ---------------- |
| Canadá         | 16 de outubro de 2012 | download digital | Atlantic Records |
| Estados Unidos | 16 de outubro de 2012 | download digital | Atlantic Records |